# Pierre-Édouard Bellemare
Pierre-Édouard Bellemare (ur. 6 marca 1985 w Le Blanc-Mesnil, Francja) – hokeista francuski, gracz ligi NHL, reprezentant Francji.

## Kariera klubowa
- Dragons de Rouen (2001 - 2006)
- Leksands IF (2006 - 21.04.2009)
- Skellefteå AIK (21.04.2009 - 11.06.2014)
- Philadelphia Flyers (11.06.2014 - 22.06.2017)
- Vegas Golden Knights (22.06.2017 - 1.07.2019)
- Colorado Avalanche (1.07.2019 -

## Kariera reprezentacyjna

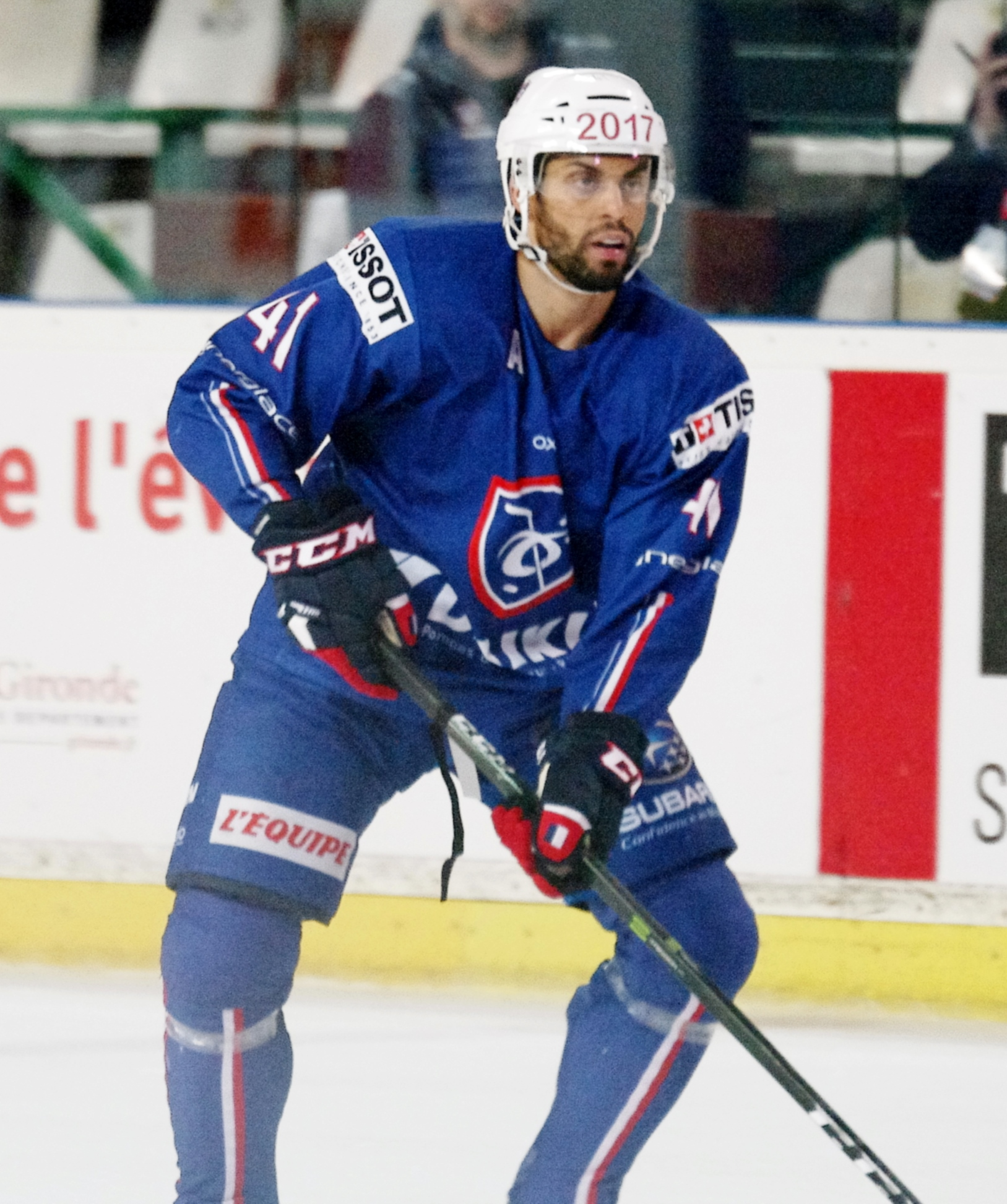
W barwach reprezentacji Francji w 2017

- Reprezentant Francji na MŚJ U-18 w 2002
- Reprezentant Francji na MŚJ U-18 w 2003
- Reprezentant Francji na MŚJ U-20 w 2004
- Reprezentant Francji na MŚJ U-20 w 2005
- Reprezentant Francji na MŚ w 2005
- Reprezentant Francji na MŚ w 2007
- Reprezentant Francji na MŚ w 2008
- Reprezentant Francji na MŚ w 2009
- Reprezentant Francji na MŚ w 2010
- Reprezentant Francji na MŚ w 2011
- Reprezentant Francji na MŚ w 2012
- Reprezentant Francji na MŚ w 2013
- Reprezentant Francji na MŚ w 2014
- Reprezentant Francji na MŚ w 2016
- Reprezentant Europy na PŚ w 2016
- Reprezentant Francji na MŚ w 2017

## Sukcesy
Reprezentacyjne
- Srebrny medal z reprezentacją Europy na PŚ w 2016

Klubowe
- Mistrzostwo Francji z zespołem Dragons de Rouen w sezonie 2002-2003
- Mistrzostwo Francji z zespołem Dragons de Rouen w sezonie 2005-2006
- Mistrzostwo Szwecji z zespołem Skellefteå AIK w sezonie 2012-2013
- Mistrzostwo Szwecji z zespołem Skellefteå AIK w sezonie 2013-2014
- Clarence S. Campbell Bowl z zespołem Vegas Golden Knights w sezonie 2017-2018